# Hangzhoubaai-brug

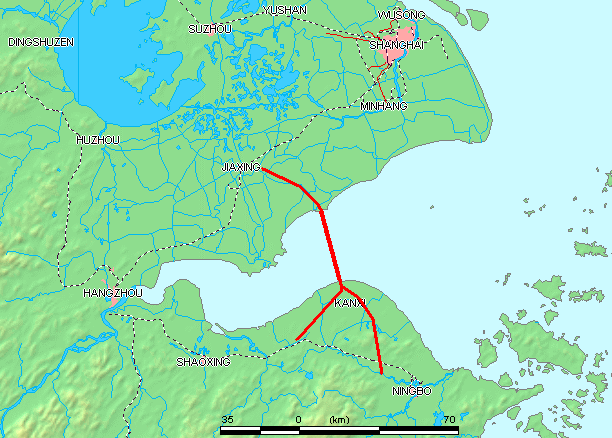
Locatie (in het rood, met aanvoerwegen)

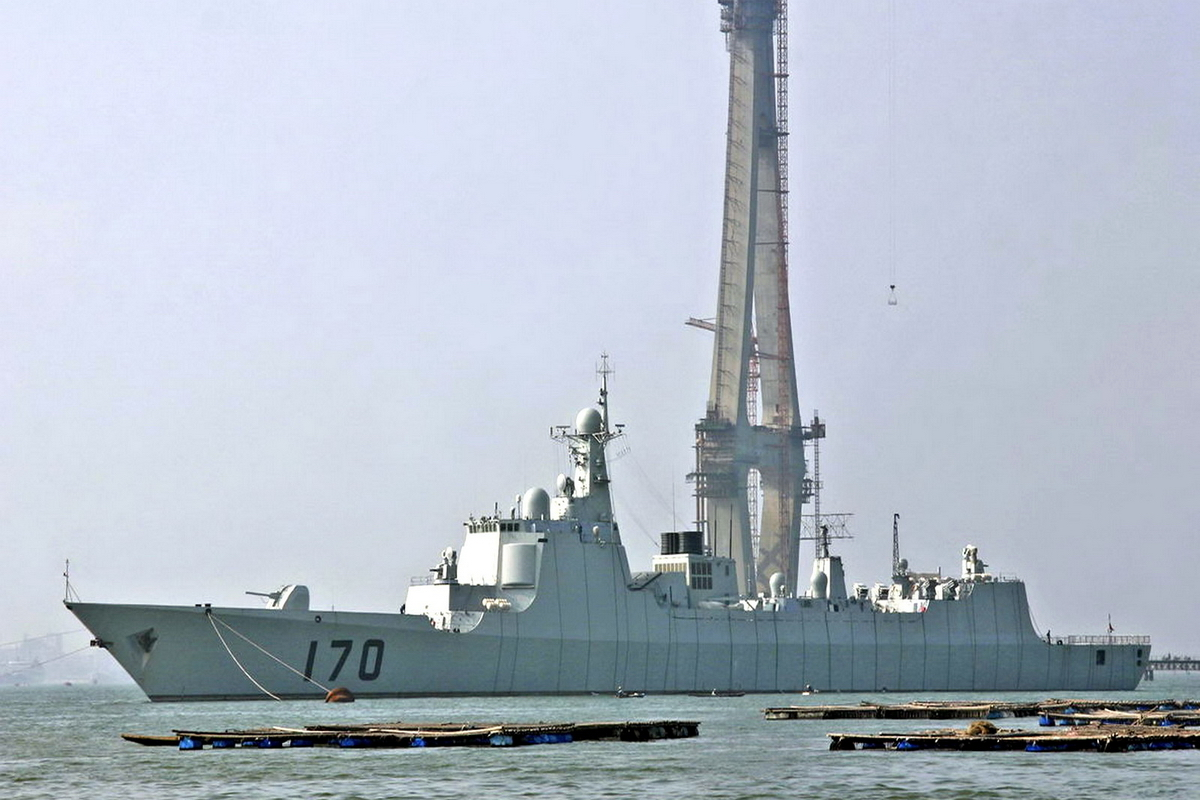
Een zicht op de bouw van een betonnen pijler van de brug.

De Hangzhoubaai-brug (Chinees: 杭州湾大桥; Traditionele Chinese karakters: 杭州灣大橋; Hanyu Pinyin: Hángzhōu Wān Dàqiáo) overspant de Hangzhoubaai aan de oostkust van China. Deze brug verbindt de stad Cixi, ten westen van havenstad Ningbo, met Jiaxing en brengt de afstand tussen de metropool Shanghai en Ningbo terug van 400 naar 280 kilometer.
Met zijn 36 kilometer is het bij de ingebruikname de langste overzeese brug ter wereld. Ter vergelijking: de Nederlandse Afsluitdijk is 30 kilometer lang. Deze brug bevat ook een overspanning van 448 meter.

## Ontwerp
De brug kent twee tuiconstructies. Een van 448 meter en een van 318 meter. Ongeveer halverwege zal een servicecenter worden gebouwd. Dit zal een kunstmatig eiland op palen zijn. Hier kunnen automobilisten stoppen om te rusten, te eten of te tanken.

## Bouwgeschiedenis
Met de bouw werd op 8 juni 2003 aangevangen. Op 14 juni 2007, om precies 15 uur plaatselijke tijd, werd het laatste segment geplaatst. De brug werd ingewijd op 26 juni 2007. De brug werd officieel geopend op 1 mei 2008.
De kosten bedroegen 11,8 miljard yuan (circa 1,2 miljard euro). Ze werd voor 30 % door de Chinese privésector gefinancierd, een primeur voor infrastructuurbouw van dergelijke omvang in China. Een ander deel werd gefinancierd door het zakenleven van Ningbo, dat veel voordeel zal genieten van de brug. De verwachting is dat toerisme en handel zullen toenemen.
Het resultaat is dat Ningbo, met zijn haven nabij Beilun, zal kunnen concurreren met de haven Pudong van Shanghai voor internationaal overzees vrachtvervoer.

## Impact
Er wordt nu verwacht dat het toerisme in Ningbo zal worden uitgebreid. Terwijl een reis van Shanghai naar Ningbo op de autosnelweg langs de kust normaal meer dan vier uren vergt, zal deze reistijd na de bouw van deze brug zijn verminderd tot minder dan twee uur. De bouw van de brug is een deel van de voortdurende zware investering van China in zijn vervoersinfrastructuur. Het zal ook de uitbreiding van het economische gebied rond Shanghai met Ningbo en Noord-Zhejiang dichterbij brengen.

## Dienstencentrum
Op de brug is ook een speciaal dienstencentrum voorzien. In het midden van de brug is er een reusachtig eiland voorzien, waar men kan uitrusten, rechtsomkeer kan maken met de auto, iets eten en drinken of genieten van andere diensten. Het eiland is eigenlijk een platform dat op pijlers rust, waardoor het de normale zeestroom in de baai niet zal belemmeren.